# اچ‌ام‌سی‌اس فستوبرت
اچ‌ام‌سی‌اس فستوبرت انگلیسی: HMCS Festubert) یک کشتی بود که طول آن ۱۳۰ فوت (۴۰ متر) بود. این کشتی در سال ۱۹۱۷ ساخته شد.